# Donald Wolfit
Sir Donald Wolfit (* 20. April 1902 in Newark-on-Trent, Nottinghamshire, England; † 17. Februar 1968 in London, England) war ein britischer Schauspieler.

## Leben und Wirken
Wolfit begann seine Bühnenlaufbahn 1920 und machte sich bald einen Namen als Shakespeare-Interpret. 1936 trat er erstmals am Royal Shakespeare Theatre in Stratford-upon-Avon auf. Allein am Londoner Strand Theatre war er während des Zweiten Weltkrieges 112-mal während sogenannter Shakespeare-Lunch-Time-Performances zu sehen. Es folgten rund hundert weitere Auftritte im Rahmen von Repertoire-Aufführungen am Scala Theatre. 1937 gründete er eine eigene Company, mit der er Tourneen unter anderem nach Kairo, Paris, Brüssel, New York und Kanada durchführte. Am 16. Juli 1957 wurde er als Knight Bachelor geadelt.
Beim Film seit 1934, erhielt er oft große Nebenrollen und vor allem in Gruselstoffen auch Hauptrollen. So verkörperte er 1954 den Hypnotiseur Svengali in dem gleichnamigen Film. In Der Weg nach oben und dessen Fortsetzung Ein Platz ganz oben spielte er als wohlhabender Mr. Brown den Schwiegervater des von Laurence Harvey dargestellten Parvenus Joe Lampton.
Wolfit war ein Mitglied im Bund der Freimaurer (Green Room Lodge).

## Filmografie (Auswahl)
- 1952: Der Würger kommt um Mitternacht (The Ringer)
- 1952: Mr. Pickwick (The Pickwick Papers)
- 1954: Svengali
- 1955: Kennwort: Berlin-Tempelhof (A Prize of Gold)
- 1956: Der Mann der sich selbst verlor (The Man in the Road)
- 1957: I Accuse!
- 1958: Der Dämon mit den blutigen Händen (Blood of the Vampire)
- 1958: Der Weg nach oben (Room at the Top)
- 1959: Hügel des Schreckens (The Angry Hills)
- 1959: Das Haus der sieben Falken (The House of the Seven Hawks)
- 1959: Das Bittere und das Süße (The Rough and the Smooth)
- 1960: Die unheimlichen Hände des Dr. Orlak (The Hands of Orlac)
- 1961: Gebrandmarkt (The Mark)
- 1962: Lawrence von Arabien (Lawrence of Arabia)
- 1964: Becket
- 1965: 31 Grad im Schatten (Ninety Degrees in the Shade)
- 1965: Ein Platz ganz oben (Life at the Top)
- 1968: Der Angriff der leichten Brigade (The Charge of the Light Brigade)